# Kaplica św. Klemensa w Żejtun
Kaplica św. Klemensa w Żejtun (malt. Kappella ta’ San Klement, ang. Chapel of St. Clement) – niewielka kaplica w miejscowości Żejtun na Malcie. Została zbudowana w 1658 roku przez Clementa Tabone jako podziękowanie św. Klemensowi w miejscu zwycięstwa mieszkańców wsi w czasie oblężenia w 1614 roku. Wejście do kaplicy znajduje się obecnie poniżej poziomu ulicy. Na ścianie frontowej znajdują się dwa zakratowane okienka położone symetrycznie z obu stron łukowych drzwi wejściowych. Ponad wejściem znajduje się okrągłe okienko, ponad którym umieszczono relief z herbem  fundatora. W kaplicy znajdują się cenne obrazy. Najcenniejszym jest obraz Madonny z Dzieciątkiem Jezus pędzla Francesco Zahry. 
Obiekt jest wpisany na listę National Inventory of the Cultural Property of the Maltese Islands pod numerem 01971.